# Rejon taraszczanski
Rejon taraszczanski – dawna jednostka administracyjna w składzie obwodu kijowskiego Ukrainy, zlikwidowana w wyniku reformy administracyjno-terytorialnej na Ukrainie z 2020 r.
Rejon powstał w 1965. Miał powierzchnię 758 km² i liczył około 28 tysięcy mieszkańców. Siedzibą władz rejonu było miasto Taraszcza.

## Miejscowości rejonu
- (Антонівка)
- (Бовкун)
- (Буда)
- (Чапаєвка)
- (Червоні Яри)
- (Чернин)
- (Дубівка)
- Juszków Róg (Юшків Ріг)
- (Кирдани)
- (Кислівка)
- (Косяківка)
- Koszowata (Ківшовата)
- (Красюки)
- (Крива)
- (Круті Горби)
- Lesowicze[2]  (Лісовичі)
- (Лука)
- Łukjaniwka (Лук'янівка)
- (Маковецьке)
- (Мала Березянка)
- (Мала Вовнянка)
- (Малоберезанське)
- (Петрівське)
- (Плоске)
- (Потоки)
- (Ріжки)
- (Салиха)
- (Северинівка)
- (Станишівка)
- (Степок)
- Taraszcza (Тараща)
- (Улашівка)
- Wełyka Berezianka (Велика Березянка)
- (Велика Вовнянка)
- Wesoły Kąt (Веселий Кут)
- Wołodymyriwka (Володимирівка)[3]
- Kałynowe (rejon białocerkiewski) (Калинове)